# Zuidplas
Zuidplas ist eine Gemeinde in der niederländischen Provinz Südholland. Sie entstand am 1. Januar 2010 durch den freiwilligen Zusammenschluss der bisherigen Gemeinden Moordrecht, Nieuwerkerk aan den IJssel und Zevenhuizen-Moerkapelle. Der vorläufige Sitz der neuen Gemeinde befindet sich in zwei Gebäuden in Nieuwerkerk aan de IJssel. Zuidplas hat 48.705 Einwohner (Stand 1. Januar 2025).

## Ortsteile
Ortsteile der Gemeinde sind 's-Gravenweg, Groot Hitland, Hollevoeterbrug, Klein Hitland, Kortenoord, Moerkapelle, Moordrecht, Nieuwerkerk aan den IJssel, Oud Verlaat und Zevenhuizen.

## Politik

### Sitzverteilung im Gemeinderat
Wegen der Gemeindefusion fanden bereits am 18. November 2009 die vorgezogenen Gemeinderatswahlen statt. Im erstmals gewählten Gemeinderat sind neun Parteien und Gruppierungen vertreten. Die erfolgreichsten sind die VVD mit sechs und der CDA mit fünf von 27 Sitzen. Nach den Kommunalwahlen vom 16. März 2022 sind die Sitze folgendermaßen verteilt:
| Partei                    | Sitze | Sitze | Sitze | Sitze |
| Partei                    | 2009  | 2014  | 2018  | 2022  |
| ------------------------- | ----- | ----- | ----- | ----- |
| ChristenUnie              | 3     | 6     | 6     | 6     |
| SGP                       | 3     | 6     | 6     | 6     |
| VVD                       | 6     | 7     | 7     | 6     |
| CDA                       | 5     | 4     | 5     | 4     |
| D66                       | 2     | 4     | 2     | 4     |
| Nieuw Elan Zuidplas       | –     | 1     | 2     | 4     |
| PvdA                      | 3     | 2     | 3     | 3     |
| GroenLinks                | –     | 2     | 3     | 3     |
| SP                        | 1     | 3     | 2     | 2     |
| Nieuwe Gemeente Politiek  | 0     | 0     | 0     | 0     |
| Gemeentebelangen Zuidplas | 2     | –     | –     | –     |
| TROTS                     | 2     | –     | –     | –     |
| Beter Moordrecht          | 0     | –     | –     | –     |
| Gesamt                    | 27    | 27    | 27    | 29    |

### Bürgermeister
Seit dem 30. September 2019 ist Han Weber (D66) amtierender Bürgermeister der Gemeinde. Zu seinem Kollegium zählen die Beigeordneten Jan Verbeek (CDA), Jan Hordijk (VVD), Jan-Willem Schuurman (ChristenUnie/SGP), Daan de Haas (VVD) sowie der Gemeindesekretär Bert Kandel.

## Gemeindename
Der Name Zuidplas, der auf den Zuidplaspolder verweist, hat sich gegen andere Vorschläge durchgesetzt. So wurden auch die Namen IJssel en Rotte, Oosterschieland und das ähnliche Zuidplasland vorgeschlagen.

## Söhne und Töchter des Ortes
- Jan Kuiper (* 1957), Fusionmusiker
- Hans Spekman (* 1966), Politiker
- Memphis Depay (* 1994), Fußballspieler
- Jurjen van der Velde (* 2002), Dartspieler